# 宋應奎 (成化進士)
宋應奎（1434年—？），字爾章，江西吉安府吉水縣人，明朝翰林。

## 生平
江西鄉試第一百九十三名。成化二年（1466年）丙戌科進士。選翰林院庶吉士，授編修，卒於官

## 家族
曾祖父宋若景，贈長史。祖父宋子環，進士 吏部郎中。父宋懷，進士 尚寶司卿。